# Маріу Руй
Маріу Руй (порт. Mário Rui, нар. 27 травня 1991, Сінеш, Португалія) — португальський футболіст, захисник клубу «Наполі» і національної збірної Португалії.

## Клубна кар'єра
Розпочав грати у футбол в команді «Васку Гама» з рідного міста, після чого навчався в юнацьких академіях «Спортінга», «Валенсії» та «Бенфіки». З останнього з цих клубів Маріу 2010 року був відданий в оренду в «Фатіму» з Сегунди, в якій дебютував на дорослому рівні і провів один сезон, взявши участь у 25 матчах чемпіонату.
Влітку 2011 року Маріу за 595 тис. євро перейшов в італійську «Парму», але майже відразу був відданий в оренду в «Губбіо». Дебютував в Серії B 10 вересня в матчі проти «Реджини» 1:3. Забив свій перший гол в матчі проти тієї ж команди, в матчі-відповіді, і закінчив сезон з 31 матчами і 2 голами. Після повернення в «Парму», 28 червня 2012 року, він був відданий в оренду «Спеції», також з Серії Б, де провів ще один сезон.
28 червня 2013 року за 550 тис. євро перейшов в «Емполі» на правах співвласності. Він взяв участь в 26 іграх в своєму першому сезоні, а його нова команда повернулася в Серію А після шестирічної відсутності. У червні 2014 року «Парма» віддала решту 50% прав на гравця в «Емполі». Руй дебютував в італійському вищому дивізіоні 31 серпня, вийшовши на 66 хвилині замість Елсеїда Хисайа проти «Удінезе» (0:2). Всього Маріу відіграв за команду з Емполі три сезони своєї ігрової кар'єри. Більшість часу, проведеного у складі «Емполі», був основним гравцем захисту команди.
8 липня 2016 року Маріу Руй був взятий в оренду «Ромою» за 3 млн. євро (плюс 1,5 млн в вигляді бонусів), з умовним зобов'язанням підписати його за додаткові 6 млн. €. 30 липня 2016 року, під час тренування, Руй травмував передню хрестоподібну зв'язку на лівому коліні і дебютував за клуб лише 19 січня 2017 року в домашньому матчі проти «Сампдорії» в Кубку Італії.
13 липня 2017 року Маріо приєднався до «Наполі» на правах оренди за 3,75 млн. євро. В залежності від досягнення і певних спортивних цілей, клуб повинен заплатити ще за 5,5 млн. євро.

## Виступи за збірні
2007 року дебютував у складі юнацької збірної Португалії, взяв участь у 22 іграх на юнацькому рівні.
Протягом 2010—2012 років залучався до складу молодіжної збірної Португалії, разом з якою став фіналістом молодіжного чемпіонату світу 2011 року. На турнірі Руй зіграв у п'яти з семи матчах і забив один гол у матчі групового етапу проти Нової Зеландії. На молодіжному рівні зіграв у 20 офіційних матчах, забив 1 гол.
26 березня 2018 року 26-річний на той момент гравець дебютував у матчах за національну збірну Португалії. А менш ніж за два місяці його було включено до заявки команди для участі у фінальній частині тогорічного чемпіонату світу.
| Дата      | Місто  | Господарі  | Результат | Гості      | Турнір           | Голи | Примітки |
| --------- | ------ | ---------- | --------- | ---------- | ---------------- | ---- | -------- |
| 26-3-2018 | Женева | Португалія | 0 – 3     | Нідерланди | товариський матч | -    |          |
| Усього    |        | Матчів     | 1         |            | Голів            | 0    |          |

## Титули і досягнення
- Чемпіон Італії (1):

«Наполі»: 2022–23
- Володар Кубка Італії (1):

«Наполі»: 2019-20
- Переможець Ліги націй УЄФА: 2018-19